# Stefan Vladar

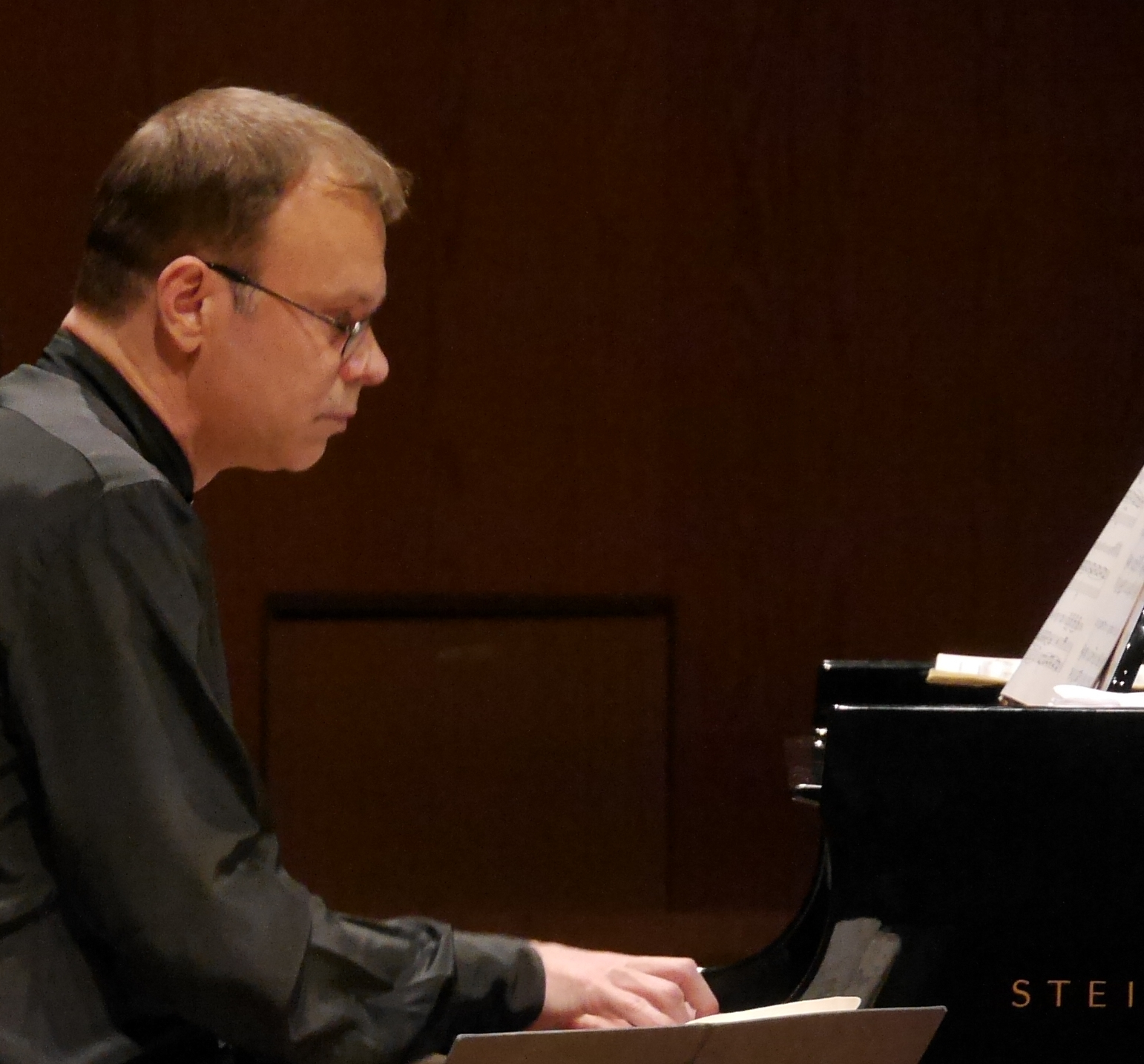
Stefan Vladar, 2017

Stefan Vladar (* 2. Oktober 1965 in Wien) ist ein österreichischer Pianist und Dirigent.

## Leben
Stefan Vladar studierte an der Hochschule für Musik und darstellende Kunst Wien bei Hans Petermandl. 1985 gewann er als Neunzehnjähriger und jüngster Teilnehmer den 7. Internationalen Beethoven-Klavierwettbewerb in Wien.
Es folgten eine internationale Karriere und die Zusammenarbeit mit namhaften Dirigenten wie Claudio Abbado, Christoph von Dohnanyi, Vladimir Fedosejev, Christopher Hogwood, Louis Langrée, Neville Marriner, Yehudi Menuhin, Seiji Ozawa, Simon Rattle und Christian Thielemann und Orchestern wie dem Concertgebouw Orchestra Amsterdam, der Academy of St Martin in the Fields, dem Bayerischen Staatsorchester, dem Chamber Orchestra of Europe, dem Chicago Symphony Orchestra, dem NHK Symphony Orchestra Tokio, den Wiener Philharmonikern, den Wiener Symphonikern sowie dem Tonhalle-Orchester Zürich.
Vladar ist auch Kammermusiker, Liedbegleiter und künstlerischer Leiter einiger Musikfestivals in Österreich. Er war zu Gast bei den Salzburger Festspielen, der Schubertiade Schwarzenberg, dem Musikfest Bremen, dem Schleswig-Holstein Musik Festival, den Ludwigsburger Schlossfestspielen, dem Rheingau Musik Festival, dem Klavierfestival Ruhr, den Schwetzinger SWR Festspielen sowie den Festivals in Aix-en-Provence, Bergen und weiteren Festivals.
Seit der Jahrtausendwende hat sich Vladar zunehmend auch als Dirigent einen Namen gemacht. Er arbeitete unter anderem mit den Wiener Symphonikern, der Camerata Salzburg, dem Residenzorchester Den Haag, dem Tschaikowsky-Symphonieorchester Moskau, den Stuttgarter Philharmonikern, den Bamberger Symphonikern sowie langfristig mit dem Recreation-Orchester Graz und dem Wiener Kammerorchester zusammen.
2010 war er als Artist in Residence beim Bodenseefestival sowie 2012/13 bei den Duisburger Philharmonikern engagiert. Seit 1988 ist er der Künstlerische Leiter der „Neuberger Kulturtage“.
Seit Herbst 2015 arbeitete Vladar mit dem österreichischen Label Capriccio zusammen. Er veröffentlichte zunächst eine CD mit Klavierwerken von Ravel. Es folgte 2016 die Gesamteinspielung aller Beethoven-Klavierkonzerte als Solist und Dirigent sowie des Tripel- und Violinkonzertes mit dem Wiener KammerOrchester. Ferner spielte er die drei großen Liedzyklen von Schubert mit Bo Skovhus ein. Zahlreiche frühere CD-Aufnahmen wurden bei Harmonia Mundi und Sony Classical veröffentlicht.
Stefan Vladar ist seit 1999 Professor für Klavier an der Universität für Musik und darstellende Kunst Wien. Seit der Spielzeit 2019/2020 ist er Generalmusikdirektor am Theater Lübeck.

## Auszeichnungen
- 2008: Goldenes Ehrenzeichen für Verdienste um die Republik Österreich[3]